# تپانچه آتش‌مرکزی ۲۵ متر
تپانچه آتش مرکزی ۲۵ متر عنوان یکی از رشته‌های غیر المپیکی رشته تیراندازی است که توسط فدراسیون جهانی تیراندازی (ISSF) برگزار می‌شود. در این رشته از گلوله‌هایی با کالیبر در محدوده ۷٫۶۲ تا ۹٫۶۵ میلیمتر (۰٫۳۰ تا ۰٫۳۸ اینچ) در فاصله ۲۵ متر از هدف استفاده می‌شود. این رشته تنها در گروه مردان انجام می‌شود.
در استفاده از تپانچه محدودیت‌هایی وجود دارد. باید در حالت ایستاده بدون تکیه‌گاه و تنها با یک دست نگه داشته شود. رشته آتش مرکزی در دو بخش سرعت و دقت برگزار می‌شود. در بخش سریع، تیرانداز باید پیش از فرمان، در حالت آماده باشد، یعنی دست به سلاح و با زاویه حداکثر ۴۵ درجه نسبت به بدن. برای شلیک‌ها دستوری صادر می‌شود و تیراندازان باید در زمان مورد نظر شلیک خود را انجام دهند.
مهمترین رقابتهای این رشته، رقابت‌های جهانی تیراندازی هر چهار سال یک بار می‌باشند. همچنین جام جهانی تیراندازی، جام‌های قاره‌ای، رقابت‌های بین‌المللی و ملی برگزار می‌شود. در سطوح بالا، از هدف‌های الکترونیکی دقیق به جای اهداف کاغذی قدیمی استفاده می‌شود.

## فاصله و هدف

### فاصله
فاصله از تراز کف در خط آتش (محل استقرار تیرانداز) تا مرکز هدف باید ۱۴۰۰ میلی‌متر (با حداکثر خطای ۱۰۰ میلی‌متر بالاتر یا ۲۰۰ میلی‌متر پایین‌تر) باشد. مسابقات باید در فضای باز انجام شود و نور کافی نیز در اختیار باشد. فاصله خط آتش تا هدف، ۲۵ متر است.

### هدف
- هدف بخش سرعت: مشابه هدف تپانچه آتش سریع ۲۵ متر می‌باشد.
- هدف بخش دقت: مشابه هدف تپانچه ۵۰ متر می‌باشد.

در سال‌های اخیر در بسیاری از مسابقات، به جای هدف کاغذی از هدف الکترونیکی استفاده می‌شود. هدف کاغذی باید پس از تعداد معینی شلیک، تعویض شود و امتیاز آن پس از تحویل به داور، محاسبه و ثبت می‌شود. در حالی‌که در هدف الکترونیکی، نیازی به تعویض هدف وجود ندارد و امتیاز هر شلیک، به سرعت روی نمایشگر ثبت می‌شود و در اختیار تیرانداز و داور، قرار می‌گیرد.

## تجهیزات
کالیبر گلوله مورد استفاده، می‌تواند بین ۷٫۶۲ تا ۹٫۶۵ میلیمتر باشد و برای وزن آن محدودیتی وجود ندارد. حداقل نیروی کشش ماشه ۱۰۰۰ گرم و حداکثر وزن سلاح باید ۱٫۴ کیلوگرم باشد. ابعاد تپانچه باید به گونه‌ای باشد که در جعبه‌ای با ابعاد ۳۰×۱۵×۵ سانتی‌متر جا شود.
در مسابقات تپانچه (برخلاف تفنگ)، استفاده از تجهیزات تثبیت‌کننده بدن (از جمله دستکش و کفش ساقدار) ممنوع است. از سوی فدراسیون جهانی، توصیه می‌شود که گوش‌ها پوشانده‌شود تا صدای ناهنجار ناشی از شلیک، موجب برهم خوردن تمرکز تیرانداز نشود. همچنین تیرانداز می‌تواند برای بهبود دید خود، یک پوشش با عرض حداکثر ۳ سانتی‌متر جلوی چشمی که با آن نشانه‌گیری نمی‌کند، قرار دهد.

## نحوه برگزاری
از آن‌جایی که این رشته در بازی‌های المپیک برگزار نمی‌شود، مرحله نهایی برای آن تعریف نشده‌است. هر تیرانداز باید ۶۰ شلیک انجام دهد که به دو بخش ۳۰تایی تقسیم می‌شود. هر بخش (stage)، شامل ۶ سری ۵تایی است. بخش اول به صورت دقیق (precision) و بخش دوم به صورت سریع (rapid) انجام می‌شود. 
- بخش اول: هر سری ۵تایی باید در مدت ۵ دقیقه شلیک شود. پیش از این بخش، مدت ۵ دقیقه برای آماده‌سازی و قلق در اختیار تیراندازان قرار می‌گیرد.
- بخش دوم: برای هر سری، نخست داور عنوان آن را اعلام می‌کند. سپس تیرانداز، با دستور داور، سلاح خود را با ۵ گلوله پر می‌کند. با دستور توجه، لبه هدف‌ها نمایان می‌شوند یا چراغ‌های قرمز روشن می‌شوند. پس از ۷ ثانیه، چراغ سبز روشن می‌شود یا هدف‌ها روبروی تیرانداز قرار می‌گیرند و تیرانداز باید در زمان ۳ ثانیه، یک گلوله شلیک کند. این روند، پنج بار تکرار و یک سری ۵تایی شلیک انجام می‌شود. آماده‌سازی و قلق نیز به صورت یک سری مشابه مسابقه اصلی می‌باشد.[۴]

## رکوردداران در جهان و ایران
رکورد جهانی این رشته ۵۹۴ است که متعلق به میخائیل نسترویف و الکسی کلیموف هر دو از روسیه می‌باشد که در سال‌های ۲۰۰۷ و ۲۰۰۹ در گرانادا (اسپانیا) و اوسییک (کرواسی) به ثبت رسیده است. همچنین رکورد ایران در اختیار محسن نصر اصفهانی است که امتیاز ۵۸۰ را در بازی‌های آسیایی ۲۰۰۶ قطر به ثبت رسانده‌است.